# Injection retard

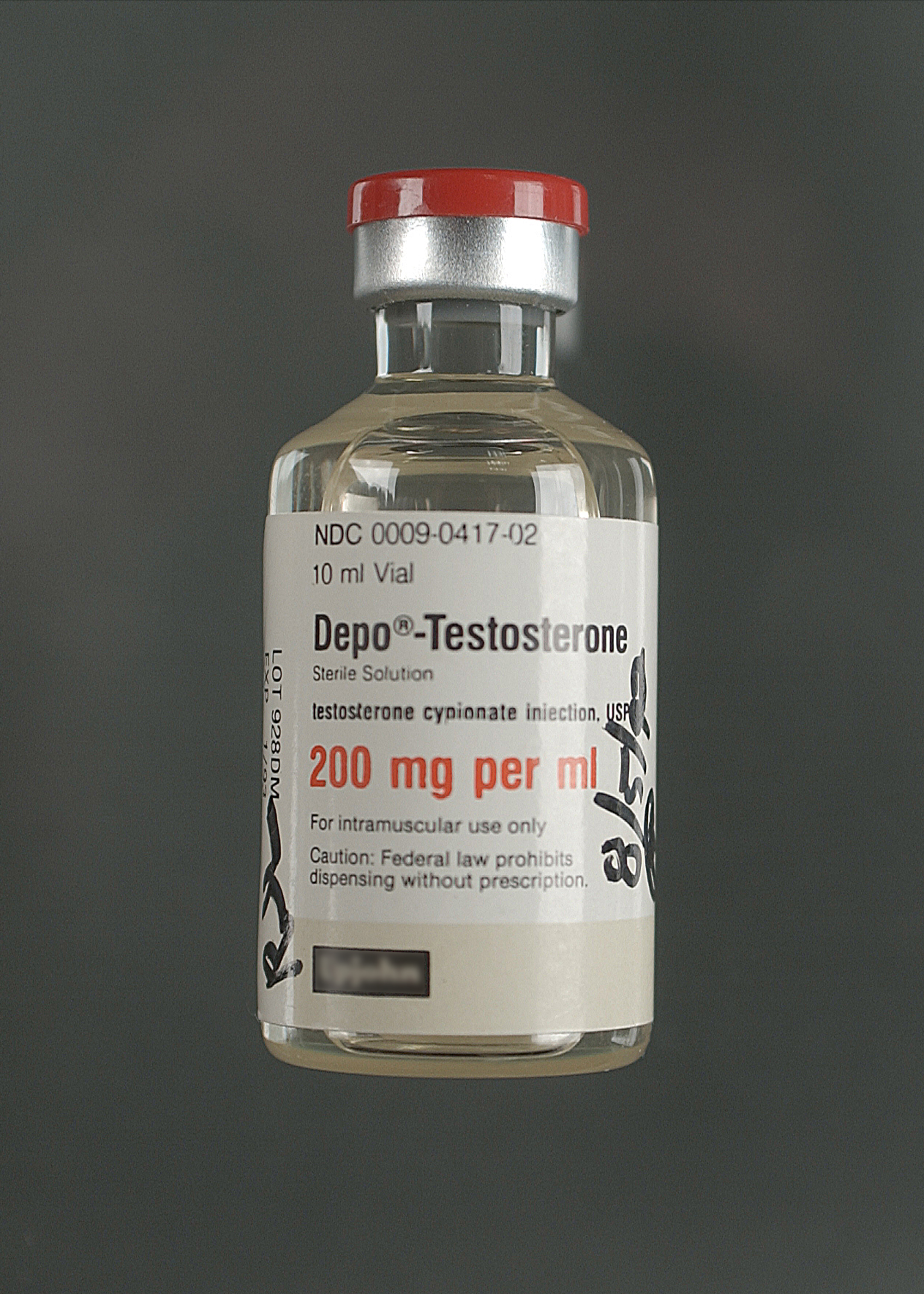
Flacon de Depo-Testosterone, une injection retard de testostérone

Une injection retard est une formulation injectable d'un médicament qui se libère lentement pour permettre une administration moins fréquente et / ou sans consentement.
L'injection retard peut être réalisée en modifiant la molécule du médicament, en utilisant des promédicaments, ou la façon dont elle est administrée, comme dans le cas des huiles / lipides suspensifs. Les injections retard peuvent avoir une durée d'action d'un mois ou plus et sont utilisés principalement pour les neuroleptiques et les hormones. Ils sont généralement injectés dans le muscle.

## Mécanisme d'absorption
Le médicament injecté est libéré lentement dans la circulation sanguine (grâce par exemple à des microsphères), et / ou est lentement métabolisé.
Beaucoup sont dissous dans une huile organique, pour les rendre lipophiles en raison de l'ajout de groupes fonctionnels tel que le décanoate, pour diminuer leur métabolisation,.

## Histoire
Les premières injections à action prolongée (retard) furent les neuroleptiques fluphénazine et halopéridol. Le concept d'injection retard est apparu avant 1950 et était à l'origine utilisé pour décrire des injections d'antibiotiques qui duraient plus longtemps pour permettre une administration moins fréquente.

## Pharmacocinétique

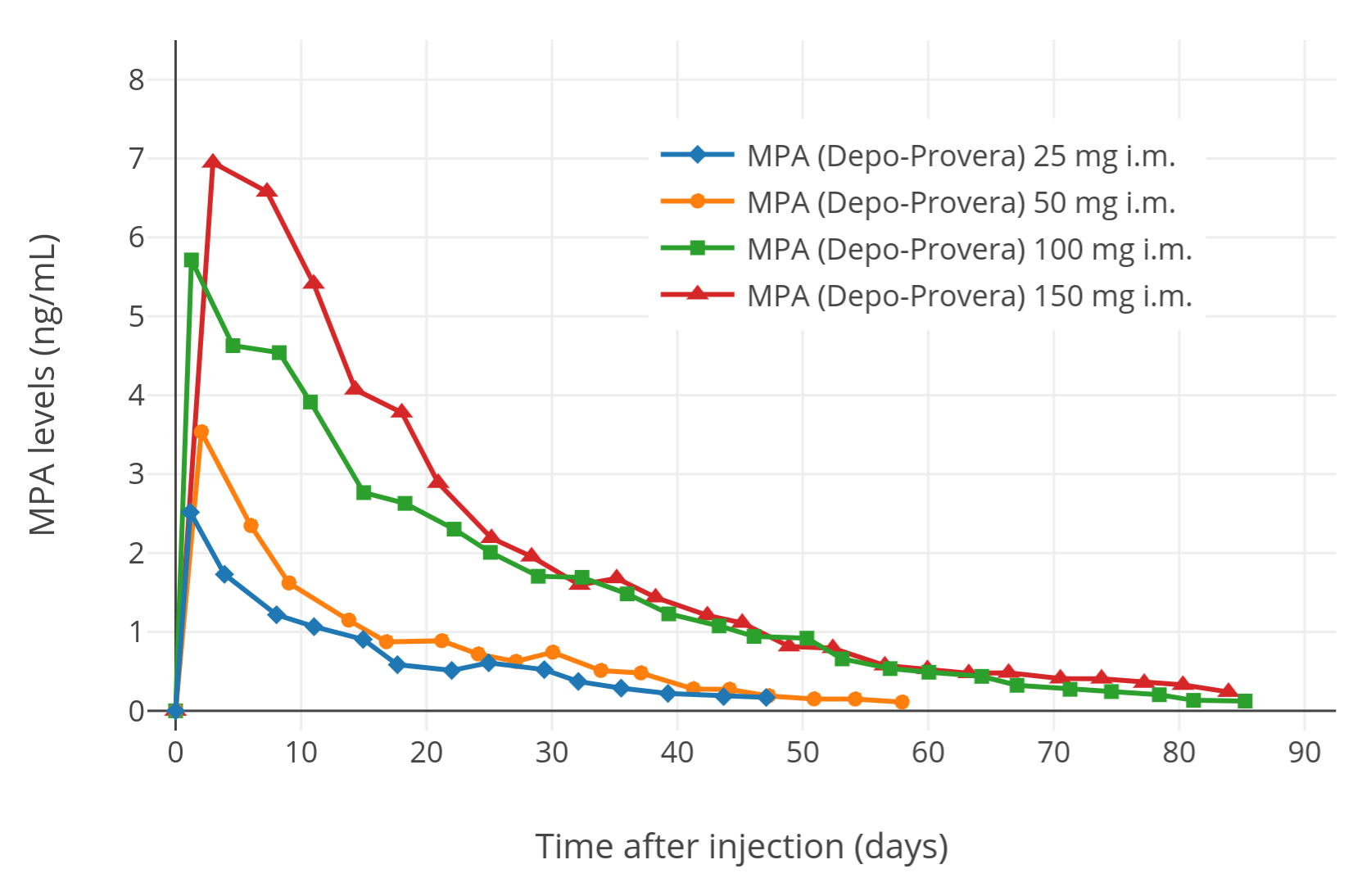
Profil pharmacocinétique de l'acétate de médroxyprogestérone, une injection retard

Le plus souvent, les injections retard sont conçues pour avoir une durée d'action de 2 à 4 semaines. L'administration répétée d'injections retard peut entraîner une demi-vie supérieure à un mois (comme dans certaines préparations de fluphénazine ), mais cela peut être variable selon les patients.
Les injections de dépôt hormonal d'estradiol peuvent durer d'une semaine à plus d'un mois. L'acétate de médroxyprogestérone est disponible sous forme d'injection retard qui est injectée une fois tous les trois mois pour fournir une contraception hormonale continue et se libère jusqu'à neuf mois après l'injection.

## Disponibilité
Des antipsychotiques typiques et atypiques, ainsi que des médicaments hormonaux et pour les addictions aux opioïdes sont disponibles en injection retard,,. Longtemps disponibles en France, les injections retard d’estradiol ne le sont cependant plus depuis le début des années 2000,,.
L'insuline peut également être considérée comme une injection retard selon la formulation. L'insuline glargine, par exemple, est conçue pour précipiter après l'injection afin qu'elle puisse être lentement absorbée par le corps sur une plus longue période que ne le serait l'insuline ordinaire. Les injections de dépôt d'insulines ont été étudiées pour mieux reproduire le taux basal naturel de production d'insuline du corps, et qui peuvent être activées par la lumière pour contrôler la libération d'insuline du dépôt injecté.

## Bioéthique
Certains médecins et patients s'opposent à l'utilisation d'une injection retard coercitivement
1. ↑  (en) Kennedy, « When and how to use long-acting injectable antipsychotics », Current Psychiatry, vol. 11, no 8,‎ 2012, p. 40–43 (lire en ligne)
2. ↑  (en) Carpenter et Wong, « Long-acting injectable antipsychotics: What to do about missed doses », Current Psychiatry, vol. 17, no 7,‎ 2018, p. 10–12, 14–19, 56 (lire en ligne)
3. ↑  (en) Kennedy, « When and how to use long-acting injectable antipsychotics », Current Psychiatry, vol. 11, no 8,‎ 2012, p. 40–43 (lire en ligne),
4. ↑  Priest et Smith, « Depot penicillin in the treatment of bacterial endocarditis. », Quarterly Bulletin. Northwestern University (Evanston, Ill.). Medical School, vol. 23, no 1,‎ 1949, p. 90–92 (PMID 18109791, PMCID 3802847)
5. ↑  Jeremy C. Wright et Diane J. Burgess, Long acting injections and implants, Springer, 29 janvier 2012 (ISBN 978-1-4614-0554-2), p. 114
6. ↑  Curry, Whelpton, Schepper et Vranckx, « Kinetics of fluphenazine after fluphenazine dihydrochloride, enanthate and decanoate administration to man. », British Journal of Clinical Pharmacology, vol. 7, no 4,‎ avril 1979, p. 325–331 (PMID 444352, PMCID 1429660, DOI 10.1111/j.1365-2125.1979.tb00941.x)
7. ↑  Driowo, Landgren, Stenström et Diczfalusy, « A comparison of the pharmacokinetic properties of three estradiol esters », Contraception, vol. 21, no 4,‎ avril 1980, p. 415–424 (PMID 7389356, DOI 10.1016/S0010-7824(80)80018-7)
8. ↑  Mishell DR, « Pharmacokinetics of depot medroxyprogesterone acetate contraception. », The Journal of Reproductive Medicine, vol. 41, no 5 Suppl,‎ mai1996, p. 381–90 (PMID 8725700)
9. ↑  Meyer, « Converting oral to long-acting injectable antipsychotics: a guide for the perplexed », CNS Spectrums, vol. 22, no S1,‎ 19 janvier 2018, p. 14–28 (PMID 29350127, DOI 10.1017/S1092852917000840, S2CID 9835921)
10. ↑  Burke, Chen, Packer et Fuchs, « Young Women's Experiences With Subcutaneous Depot Medroxyprogesterone Acetate: A Secondary Analysis of a One-Year Randomized Trial in Malawi », Journal of Adolescent Health, vol. 67, no 5,‎ mai 2020, p. 700–707 (PMID 32389457, DOI 10.1016/j.jadohealth.2020.03.038)
11. ↑  Zhou, Walker, Ackermann et Olsen, « Effect of Manufacturing Variables and Raw Materials on the Composition-Equivalent PLGA Microspheres for 1-Month Controlled Release of Leuprolide », Molecular Pharmaceutics, vol. 17, no 5,‎ 19 février 2020, p. 1502–1515 (PMID 32074448, DOI 10.1021/acs.molpharmaceut.9b01188)
12. 1 2  Lindenmayer, Glick, Talreja et Underriner, « Persistent Barriers to the Use of Long-Acting Injectable Antipsychotics for the Treatment of Schizophrenia », Journal of Clinical Psychopharmacology, vol. 40, no 4,‎ juillet 2020, p. 346–349 (PMID 32639287, DOI 10.1097/JCP.0000000000001225, S2CID 220412843)
13. ↑  « Bulletin Officiel n�2000-19 », sur sante.gouv.fr (consulté le 22 juillet 2023) : « Benzo-Gynoestryl Retard 5 mg/1 ml (hexahydrobenzoate d'estradiol), solution injectable IM en ampoule de 1 ml (B/1) (laboratoires Roussel Diamant) »
14. ↑  Christelle Sallès, Au bénéfice du doute - Les « notables de la ménopause » face aux risques du Traitement Hormonal Substitutif, Rapport de recherche pour la MiRe DREES, septembre 2004, 157 p. (lire en ligne), Annexe 2 - Mises sur le marché des traitements hormonaux de la ménopause [1948-2003] (page 142)
15. ↑  Doctissimo, « PREMARIN - Estrogènes sulfoconjugués équins - Posologie », sur Doctissimo (consulté le 22 juillet 2023)
16. ↑  Lindauer et Becker, « Insulin depot absorption modeling and pharmacokinetic simulation with insulin glargine 300 U/mL », Int. Journal of Clinical Pharmacology and Therapeutics, vol. 57, no 1,‎ 1er janvier 2019, p. 1–10 (PMID 30369394, PMCID 6298133, DOI 10.5414/CP203269)
17. ↑  Jain, Karunakaran et Friedman, « Construction of a Photoactivated Insulin Depot », Angewandte Chemie International Edition, vol. 52, no 5,‎ 28 janvier 2013, p. 1404–1409 (PMID 23208858, DOI 10.1002/anie.201207264)